# Мануел Урибе
Мануел „Меме” Урибе Гарза (шп. Manuel Uribe Garza; Монтереј, 11. јун 1965 — Монтереј, 26. мај 2014) био је мушкарац из Мексика који је према Гинисовој књизи рекорда, 3. најтежа особа у историји. Након достизања своје максималне тежине од 597 килограма, и тога да не може устати из кревета, од 2002. је изгубио 230 килограма. Умро је 26. маја 2014. у свом родном граду Монтереју са 394 килограма.